# 梨のつぶて
『梨のつぶて』（なしのつぶて）は、丸谷才一が最初に著した評論集。
1966年10月15日、晶文社より刊行された。装丁は平野甲賀。正式のタイトルは「梨のつぶて 丸谷才一文芸評論集」。

## 内容
Ⅰ 文明
| タイトル                     | 初出                    | 備考                                                                           |
| ---------------------------- | ----------------------- | ------------------------------------------------------------------------------ |
| 未来の日本語のために         | 『中央公論』1964年3月号 | 『日本語のために』（新潮社、1974年8月）に収録された。                          |
| 津田左右吉に逆らって         | 書き下ろし              | 『丸谷才一批評集 第1巻 日本文学史の試み』（文藝春秋、1996年5月）に収録された。 |
| 日本文学のなかの世界文学     | 『展望』1966年1月号     |                                                                                |
| 実生活とは何か、実感とは何か | 『群像』1966年2月号     | 『丸谷才一批評集 第1巻 日本文学史の試み』（前掲）に収録された。                |

Ⅱ 日本
| タイトル                   | 初出                                     | 備考                                                                           |
| -------------------------- | ---------------------------------------- | ------------------------------------------------------------------------------ |
| 舟のかよひ路               | 『文芸読本 源氏物語』（1962年9月）       |                                                                                |
| 家隆伝説                   | 『風景』1965年10月号                     |                                                                                |
| 吉野山はいづくぞ           | 『展望』1965年3月号                      |                                                                                |
| 鬼貫                       | 『ユリイカ』1959年1月号                  |                                                                                |
| 空想家と小説               | 『文藝』1963年1月号                      | 『丸谷才一批評集 第4巻 近代小説のために』（文藝春秋、1996年4月）に収録された。 |
| 菊池寛の亡霊が             | 『秩序』第9号（1961年7月）               | 『丸谷才一批評集 第4巻 近代小説のために』（前掲）に収録された。                |
| 梶井基次郎についての覚え書 | 『近代文学鑑賞講座』第18巻（1959年12月） | 『丸谷才一批評集 第4巻 近代小説のために』（前掲）に収録された。                |
| 小説とユーモア             | 『東京新聞』1960年9月12日、13日、15日    |                                                                                |

Ⅲ 西欧
| タイトル                     | 初出                                | 備考                                                            |
| ---------------------------- | ----------------------------------- | --------------------------------------------------------------- |
| 「嵐が丘」とその付近         | 『世界名作全集』第8巻（1960年10月） |                                                                 |
| サロメの三つの顔             | 『フィルハーモニー』1965年1月号     |                                                                 |
| ブラウン神父の周辺           | 『世界推理名作選』（1962年10月）    |                                                                 |
| 若いダイダロスの悩み         | 『ジョイス研究』（1955年7月）       |                                                                 |
| 西の国の伊達男たち           | 『三田文学』1959年4月・5月合併号    | 『丸谷才一批評集 第4巻 近代小説のために』（前掲）に収録された。 |
| エンターテインメントとは何か | 『近代文学』1953年3月号             | 『丸谷才一批評集 第4巻 近代小説のために』（前掲）に収録された。 |
| グレアム・グリーンの文体     | 『英文法研究』1959年11月号          |                                                                 |
| 父のいない家族               | 『英語青年』1958年2月号             |                                                                 |

- 「未来の日本語のために」では、『マタイによる福音書』第6章26節から31節までの文語訳（大正6年）と口語訳（昭和29年）を全文引用して論じている。後者について丸谷は、「イエスの口から断じて出るはずがない、平板で力点がなくて、たるみにたるんでいる駄文」「世界の文明国のなかで、新教徒が、これほど馬鹿ばかしい文体で書かれた聖書を読まされている国が、そういくつもあるとはぼくには思えない」[1]と評した。

- 「津田左右吉に逆らって」は、初め『中央公論』で掲載を断られ、『展望』に持ち込むも反応がなく、『文学』では津田批判の部分の全文削除を条件に掲載を了承される。こういった事情から書き下ろしとなったという[2]。

- 「西の国の伊達男たち」は、「T・S・エリオットの『荒地』は美しい反復によって終る。／Shantih Shantih Shantih／同じ言葉がくりかえされるのは、しかもそれが三度であるのは、もちろんある種の呪術的効果をねらったものだ」[1]という文章で始まる。